# Iunie 1983
Acest articol este generat integral pe baza informațiilor din articolul 1983 și este actualizat periodic de un robot.
 Editările făcute în articol vor fi șterse la următoarea actualizare! Dacă doriți să faceți modificări, editați articolul-sursă.

ianuarie -
februarie -
martie -
aprilie -
mai -
iunie -
iulie -
august -
septembrie -
octombrie -
noiembrie -
decembrie
Iunie 1983 a fost a șasea lună a anului și a început într-o zi de miercuri.

## Evenimente
- 5 iunie: Anișoara Cușmir realizează un nou record mondial la săritura în lungime (7,43 m).

## Nașteri
- 1 iunie: Florin Popa, fotbalist român
- 1 iunie: Daniel Popescu, sportiv român (gimnastică artistică)
- 1 iunie: Moustapha Salifou, fotbalist togolez
- 4 iunie: Emmanuel Eboué, fotbalist ivorian
- 4 iunie: Leticia (Letiția Elena Moisescu), cântăreață română
- 4 iunie: Guillermo García-López, jucător spaniol de tenis
- 4 iunie: Christian Koffi Ndri, fotbalist ivorian
- 8 iunie: Kim Clijsters, jucătoare belgiană de tenis
- 8 iunie: Pantelis Kapetanos, fotbalist grec (atacant)
- 9 iunie: Sergio García de la Fuente, fotbalist spaniol (atacant)
- 10 iunie: MakSim (Marina Sergheevna Abrosimova), cântăreață rusă
- 11 iunie: Nestor Dinculeană (Dumitru-Cristian Dinculeană), cleric ortodox român care îndeplinește în prezent funcția de Episcop al Devei și Hunedoarei
- 12 iunie: Ben Heine (Benjamin Heine), artist belgian
- 15 iunie: Valeri Priiomka, scrimer belarus
- 16 iunie: Adrian Piț, fotbalist român
- 18 iunie: Matías Omar Degra, fotbalist argentinian (portar)
- 18 iunie: Risa Goto, actriță japoneză
- 19 iunie: Aidan Turner, actor irlandez
- 20 iunie: Deonise Cavaleiro, handbalistă braziliană
- 21 iunie: Edward Snowden (Edward Joseph Snowden), informator american
- 22 iunie: Cosmin Năstăsie (Cosmin Alin Năstăsie), fotbalist român
- 22 iunie: Robert Săceanu (Robert Elian Săceanu), fotbalist român
- 22 iunie: Arsenie Todiraș, muzician din R. Moldova
- 22 iunie: Nuno Viveiros (Nuno Filipe Viveiros), fotbalist portughez
- 23 iunie: Juho Mäkelä, fotbalist finlandez (atacant)
- 25 iunie: Florin Birta, primar al municipiului Oradea
- 25 iunie: Cleo (Joanna Klepko), cântăreață poloneză
- 25 iunie: Marc Janko, fotbalist austriac (atacant)
- 25 iunie: Liubov Șutova, scrimeră rusă
- 25 iunie: Cleo, cântăreață poloneză
- 26 iunie: Marek Čech, fotbalist slovac
- 26 iunie: Felipe Melo (Felipe Melo Vicente de Carvalho), fotbalist brazilian
- 27 iunie: Kuncio Kunciev, fotbalist bulgar
- 29 iunie: Aundrea Fimbres (Aundrea Aurora Fimbres), cântăreață americană (Danity Kane)
- 29 iunie: Oana Nistor (Oana Paula Nistor), cântăreață română (Activ)
- 29 iunie: Rareș Soporan, fotbalist român

## Decese
- 1 iunie: Anna Seghers, 82 ani, scriitoare germană (n. 1900)
- 14 iunie: Marcel Enescu, 83 ani, actor român (n. 1899)
- 17 iunie: Miron Białoszewski, 60 ani, scriitor polonez (n. 1922)
- 24 iunie: Vlad Ioviță, 47 ani, scriitor din R. Moldova (n. 1935)
- 27 iunie: Ambrus Alaksza, 80 ani, jurnalist maghiar (n. 1903)